# Adriana Niecko

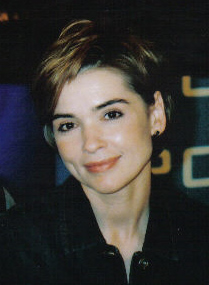
Adriana Niecko

Adriana Niecko (ur. 17 marca 1970 w Gdańsku) – polska dziennikarka i prezenterka telewizyjna.

## Życiorys
Od 1992 pracowała w TVP3 Gdańsk jako dziennikarz i prezenterka, jednocześnie pracowała m.in. jako nauczycielka języka angielskiego w gdańskim zespole szkół SOiO „Conradinum”. Dostrzeżona w 1994 przez szefów ogólnopolskiej TVP1 trafiła jako prezenterka do działu oprawy tej stacji, a następnie do Teleexpressu i Panoramy. Później zwolniona przez ówczesnego szefa TVP Roberta Kwiatkowskiego. Przez jakiś czas związana z PZU Życie, w którym pracowała jako zastępca Dyrektora Gabinetu Prezesa. Do pracy w TVP1 wróciła za prezesury Jana Dworaka na stanowisko prezenterki Teleexpressu. W 2005 roku zrezygnowała z pracy w TVP na rzecz stanowiska w obszarze marketingu i PR w Banku BPH. Później przez 10 lat pracowała jako Dyrektor Biura Komunikacji i Wsparcia Marketingowego Banku Pekao S.A.
W latach 90. przez 5 lat była związana ze Sławomirem Siezieniewskim. W 1999 roku wzięła ślub z biznesmenem i kierowcą rajdowym Michałem Rejem, z którym po kilku miesiącach się rozwiodła. Po rozwodzie urodziła córkę.
Jako nastolatka wystąpiła w teledysku zespołu T.Love do piosenki To wychowanie.